# Michael Maschler
Michael Bahir Maschler (em hebraico:  מיכאל בהיר משלר; Jerusalém, 22 de julho de 1927 — Jerusalém, 20 de julho de 2008) foi um matemático israelense.
É conhecido por suas contribuições no campo da teoria dos jogos. Foi professor do Instituto Einstein de Matemática e do Centro de Estudos da Racionalidade da Universidade Hebraica de Jerusalém.

## Publicações selecionadas
Para uma lista completa de publicações em inglês e hebraico, ver Michael Maschler: In Memoriam.
- "The Bargaining Set for Cooperative Games", with R.J. Aumann, 1964, in Advances in Game Theory
- "The Core of a Cooperative Game", with M. Davis, 1965, Naval Research Logistics Quarterly
- "Game-Theoretic Aspects of Gradual Disarmament", with R.J. Aumann, 1966, Mathematica
- "Some Thoughts on the Minimax Principle" with R.J. Aumann, 1972, Management Science
- "An Advantage of the Bargaining Set over the Core", 1976, JET
- "Geometric Properties of the Kernel, Nucleolus and Related Solution Concepts", with B. Peleg and L.S. Shapley, 1979, Mathematics of Operations Research
- "Superadditive Solution for the Nash bargaining Game", with M. Perles, 1981, IJGT
- "Game Theoretic Analysis of a Bankruptcy Problem from the Talmud", with R.J. Aumann, 1985, JET
- "The Consistent Shapley Value for Hyperplane Games", with G. Owen, 1989, IJGT
- "The Consistent Shapley Value for Games without Side Payments", with G. Owen, 1992, in Selten, editor, Rational Interaction
- "The Bargaining Set, Kernel and Nucleolus", 1992, in Aumann and Hart, editors, Handbook of Game Theory
- Repeated Games with Incomplete Information, MIT Press, Cambridge, 1995, with R.J. Aumann
- Insights into Game Theory: An Alternative Mathematical Experience, Cambridge University Press, forthcoming, with Ein-Ya Gura